# 四斑首卵沫蟬
四斑首卵沫蟬（学名：Peuceptyelus nigriceps）为尖胸沫蟬科卵沫蟬屬下的一个种。